# Telfort
Telfort was een Nederlandse telecomaanbieder voor consumenten en ondernemers, die van 1996 tot en met 2020 heeft bestaan. In 2005 werd het bedrijf overgenomen door KPN. Zij maakten van Telfort een prijsvechter op het gebied van mobiele telefonie, vast internet, interactieve televisie en vaste telefonie. De merknaam verdween uiteindelijk van de markt, omdat KPN vol wilde inzetten op het eigen merk.

## Geschiedenis

### Oprichting en opbouw GSM-netwerk
Telfort werd in september 1996 opgericht als een joint venture van British Telecom (BT) en de Nederlandse Spoorwegen (NS). Aanvankelijk werd er vaste telefonie aangeboden, waarbij gebruikgemaakt werd van een vrijwel ongebruikt glasvezelnetwerk dat de NS langs de sporen had liggen. De combinatie had wederzijdse voordelen, omdat BT graag wilde uitbreiden op het Europees vasteland.
In maart 1998 verkreeg Telfort een licentie voor het opbouwen van een landelijk dekkend gsm-netwerk, waarna het in september van dat jaar start met het aanbieden van gsm in de Randstad. In maart 1999 had Telfort landelijke dekking door een overeenkomst met Libertel, waarbij Telfort klanten via dat netwerk konden bellen. Twee jaar later had Telfort zelf een netwerk opgebouwd en werd de samenwerking met Libertel beëindigd.

### NS verkoopt aandelen, BT opgesplitst
In 2000 verkocht de NS haar aandelen aan BT, waardoor dit bedrijf volledig eigenaar werd van Telfort.
In 2001 werd BT gesplitst in een bedrijf voor alle vaste diensten (BT Ignite) en een voor alle mobiele diensten (BT Wireless). Telfort werd verdeeld over deze twee ondernemingen. In datzelfde jaar ging BT Wireless zelfstandig verder als mmO2 Plc. Hierdoor werd Telfort Mobiel in mei 2002 omgedoopt in O2.

### Greenfield/Boekhoorn
In april 2003 werd O2 verkocht aan Greenfield Capital Partners voor 25 miljoen euro, die besloot om de naam Telfort per augustus 2003 weer te herintroduceren.
In het najaar van 2004 kocht de Nederlandse ondernemer Marcel Boekhoorn voor 80 miljoen euro ruim 50 procent van de aandelen van Telfort.

### Overname door KPN, diensten uitgebreid
In juni 2005 werd bekend dat Telfort voor 980 miljoen euro was verkocht aan KPN. Eind augustus 2005 werd de overeenkomst goedgekeurd door de Nederlandse Mededingingsautoriteit. Op 4 oktober 2005 werd de overname afgerond en vertrokken de directieleden van Telfort. De naam Telfort bleef gewoon bestaan. Wel werden alle klanten in 2007 overgezet op het KPN-netwerk. 101 zendmasten van het Telfort-radionetwerk werden in 2008 verkocht aan NOVEC. Tot de samenvoeging met het mobiele netwerk van KPN had Telfort een zelfstandig netwerk op basis van GSM1800 aangevuld met E-GSM.
In oktober 2007 begon Telfort met de verkoop van internet en IP-telefonie. Hierbij werd nauw samengewerkt met, en het netwerk gebruikt van, de door KPN eerder dat jaar overgenomen internetprovider Tiscali Nederland. In januari 2008 wijzigde KPN de naam Tiscali in Telfort. Vanaf augustus 2011 ging Telfort ook interactieve televisie leveren.
In 2012 voegde KPN de zakelijke afdeling van Telfort samen met Atlantic Telecom en veranderde de naam in Telfort Zakelijk.

### Telfort wordt KPN
In januari 2019 maakte moederbedrijf KPN bekend dat de merknaam Telfort van de markt verdween. In mei 2019 werden alle Telfort winkels gesloten en de verkoop van abonnementen stopte. KPN zette geleidelijk aan alle diensten van bestaande Telfort klanten over naar het KPN merk.
In december 2019 maakte KPN bekend dat per 26 januari 2020 de mobiele diensten van Telfort voor bestaande klanten overgingen naar KPN.
In september en oktober 2020 zette KPN de Telfort Thuis klanten administratief over naar KPN Thuis. Van april t/m september 2021 werden de klanten technisch overgezet; hiervoor kreeg het modem een software-update. Het Telfort Forum ging per 2 november 2020 op slot, maar de topics bleven nog wel een half jaar lang online.

## Reclamespotjes
Sinds 2011 was acteur Patrick Stoof te zien en te horen als ex-miljonair Hans van den Berg in de reclamespotjes van Telfort op radio en televisie. Eind 2012 wonnen de makers van het spotje lekker lang bellen, waarbij de familie voor het eerst gebruik maakt van het openbaar vervoer, de Gouden Loeki voor beste reclame van 2012.